# فردیناندو دل سوله
فردیناندو دل سوله (انگلیسی: Ferdinando Del Sole؛ زادهٔ ۱۷ ژانویهٔ ۱۹۹۸) بازیکن فوتبال اهل ایتالیا است.
از باشگاه‌هایی که در آن بازی کرده‌است می‌توان به باشگاه فوتبال یوونتوس و باشگاه فوتبال دلفینو پسکارا اشاره کرد.
وی همچنین در تیم ملی فوتبال زیر ۲۰ سال ایتالیا بازی کرده‌است.